# Luis Madrid Merlano

Wappen von Luis Madrid Merlano

Luis Madrid Merlano (* 27. Oktober 1946 in Cartagena de Indias) ist ein kolumbianischer Geistlicher und emeritierter römisch-katholischer Erzbischof von Nueva Pamplona.

## Leben
Luis Madrid Merlano empfing am 29. Juni 1971 die Priesterweihe.
Papst Johannes Paul II. ernannte ihn am 21. Mai 1988 zum Prälaten von Tibú. Der Apostolische Nuntius in Kolumbien, Erzbischof Angelo Acerbi, spendete ihm am 9. September desselben Jahres die Bischofsweihe; Mitkonsekratoren waren Gustavo Posada Peláez MXY, Apostolischer Vikar von Istmina, und Carlos José Ruiseco Vieira, Erzbischof von Cartagena.
Am 19. April 1995 wurde er zum Bischof von Cartago ernannt. Am 30. März 2010 wurde er zum Erzbischof von Nueva Pamplona ernannt und am 22. Mai  desselben Jahres in das Amt eingeführt.
Papst Franziskus nahm am 6. Juni 2018 seinen vorzeitigen Rücktritt an.